# Grammonota suspiciosa
Grammonota suspiciosa là một loài nhện trong họ Linyphiidae.
Loài này thuộc chi Grammonota. Grammonota suspiciosa được Willis J. Gertsch & Mulaik miêu tả năm 1936.